# Гљиве у гастрономији
Гљиве у гастрономији вековима имају своје значајно место. Антички народи сматрали су их храном за богове, а и данас поједине врсте гљива својом изузетношћу и ценом спадају под престижну намирницу у кулинарству. Јестиве гљиве, како самоникле (оне које се сакуљају у природи) тако и гајене, су свакако храна будућности.

## Самоникле гљиве у кухињи
Гљиве садрже веома мало калорија, а богате су витаминима, протеинима и сировим влакнима, немају непотребних састојака и садрже много тога неопходног у исрани људи који се мало крећу и мало замарају. Највећи део њихове масе чини вода 77 - 93%. А чак 75% суве материје чини прилично квалитетан протеин, док остало чине друга органска једињења. У гљивама има веома мало угљених хидрата, што их са претходно наведеним карактеристикама хемијског састава чини изузетно хранљивом а потпуно здравом намирницом. Гљиве су богате манитолом, који делује на отеклине на мозгу, на повишен притисак у мозгу, на повишен притисак у очима, а употребљава се и у превенцији престанка рада бубрега. Такође гљиве су добар извор витамина Б комплекса, због чега су још од давнина називане шумским месом, док у малим количинама садрже витамин А и витамин С. Гљиве су углавно теже сварљиве намирнице, па се из тог разлога препоручују у умереним количинама, највише 1 kg различитих врста током једне седмице.
А чак и у овако ограниченим количинама гљиве регулишу процесе метаболизма у људском организму. Доприносе бољој циркулацији, везују за себе штетни холестерол и токсичне материје и избацују их из организма.

## Основна упутства
Гљиве се могу припремати за јело на различите начине. Постоји неколико начина, попут зимнице, да се припреме за дуже стајање како би се могле конзумирати и у оним периодима године када се не могу наћи у природи. Гљиве се могу конзумирати динстане, куване у варивима уместо меса, поховане, спремљене на жару а поједине чак и пресне у мешаним салатама. Ако их остављате за зиму, можете их сушити, маринирати а поједине врсте могу се и замрзнути након одговарајуће термичке обраде.
Неке гљиве (као што су смрчак, бисерка, разне вргањевке, шумско пиле итд. морамо пре употребе термички обрадити, иначе не би биле погодне за конзумирање. Друге, опет као што су шампињони, благве, голубаче или јаблановаче, на пример, можемо јести потпуно сирове, једино водећи рачуна о количини, с обзиром да се и најукусније гљиве релативно тешко варе. Свеже гљиве су ниско калорична храна, што нам омогућава да их по вредности сврставамо између меса и поврћа. Од њих се може правити предјело, супа или чорба, главно јело, прилог, салата, па чак и дезерт.

## Рецепти за јела од сирових гљива

### Салата од сирових шампињона
За овај рецепт најбоље би ишли пољски шампињони, рудњаче или липике. Ако их немамо, добро ће доћи гајени шампињони. За четири особе потребно је:
- 400г свежих шампињона,
- 4 тврдо кувана јаја,
- 3-4 кувана кромпира,
- главица зелене салате,
- 0,3дл уља, пола лимуна,
- со и бибер

Шампињоне исећи на танке листиће, а претходно скувани кромпир и јаја на коцкице. Зелену салату такође уситнити. Све састојке помешајте, посолите, побиберите и зачините соком од лимуна. Кромпир се може изоставити, при чему опада издашност салате, заменити куваним карфиолом. Идеално јело за летње врућине.

### Једноставан гулаш од гљива
За четири особе потребно је:
- 1 kg разних гљива,
- 2 главице лука,
- 2 чена белог лука,
- ловоров лист,
- со,
- кашика слатке паприке,
- кашика парадајз - пиреа
- и нешто од зачина по личном укусу: бибер, тимијан, босиљак, најгвирц(пимент), чубар итд.

Опране и изрезане гљиве, сипамо у лук пропржен на уљу. Када гљиве пусте воду, додајемо со, ловоров лист и парадајз-пире и пустимо да се крчка пола сата у отклопљеном суду. Додамо остале састојке и под поклопцем кувамо 5-10 минута. Сервира се топло, најбоље са куваном тестенином. По жељи се може додати пармезан или павлака.

### Поховане сунчанице
За четири особе потребно је:
- 8-12 сунчаница,
- 3-4 јаја,
- 100 г брашна
- 100 г хлебних мрвица,
- 1 лимун
- 1 кашика ситно сецканог першуновог листа

Сунчаницама повадити дршке(не сећи, јер се релативно лако одвајају од шешира, а потпуно су неупотребљиве због тврдоће), шешириће уваљати у брашно, затим у јаја и коначно у хлебне мрвице, па их онда пржити у врелом уљу док не порумене. Ако су крупније печурке, шешире треба претходно обарити, да би се тако скупљени уопште могли сместити у тигањ. По завшеном пржењу, поховане сунчанице оцедити од уља, посолити, посути сецканим першуном и накапати лимуновим соком. Сервирати са куваним кромпиром и преливом по жељи. Уз ову гљиву можете послужити алкохолно пиће (вино или пиво)

## Сушене гљиве у кухињи
Сушење је најпоузданији и најстарији метод конзервисања хране. На овај начин се инактивирају ензими и микроорганизмима се одузимају услови за развој, а задржавају готово сва вредна биолошка својства. Ваљано складиштене, сушене гљиве нам могу трајати и више година. Осим на индустријски начин, гљиве се могу сушити и у домаћинству. Потребно је претходно очишћене гљиве (гљиве се не смеју прати) исећи на листиће око 0,4-0,5 cm дебљине (трула места се секу и бацају), поређати их на пропусљиву подлогу (папир, мрежу, картон, даску) и изложити их струјању сувог, топлог ваздуха. То се данас може урадити у рернама које имају могућност вентилирања, док би традиционалан начин био сушење на сунцу или промајном месту, зависно од врсте глјиве. За сушење су погодни смрчци, вргањи, печурке, црне трубе, а резултати нису лоши ни са јаблановачама, зекама и лисичаркама. Суве су онда када лупкањем о чврсту подлогу производе пријатан звук („лепо звоне”) и када су ломљиви. Да би сачували добру, природну боју не смеју бити изложени честим променама температуре и влажности. Такође је добро при сушењу водити рачуна да се гљиве не додирују, јер ће на тим местима остати дуже влажне и потамнети.
Добар начин за сушење смрчка је вешање о затегнути конац, притом треба зарезати дршчицу гљиве укосо и једноставно је окачити капицом надоле. На тај начин се може контролисати сваки плод. Вргањи се режу на троугласте или правоугаоне кришке дебљине до 4 mm. Погодни су старији и већи вргањи.
Гљиве се најбоље суше на сунцу на чаршафима, уз повремено окретање, или у хладовини на јакој промаји. Гљиве се у току вечери уносе у затворене просторије. Сушење на јаком сунцу траје око један дан. У сушарама гљиве се прво суше на нижој температури (40ºЦ), а затим на вишој(између 60-70ºЦ).
Суве гљиве морају да имају лепу природну боју. Влажност мора бити између 12 и 14%. Гљиве се чувају на сувим местима у адекватној амбалажи. Препоручује се да то буде папирна кеса, а њу можете сместити у неку лимену или пластичну кутију која ће их штитити од влаге. Ако се овлаже, брзо ће се уплесњивити. Такође треба с времена на време пакете проверити да их не нападну воћни мољци. Добро осушене гљиве могу да се чувају више година. Од 10 kg сирових гљива добија се око 1200 г сувих.

### Шта треба знати о употреби сувих гљива
Током сушења у гљивама се одвија ферментација, што готовом производу даје посебну арому, коју свеже гљиве немају. Комаде сувих гљива, као и дробљене, обавезно рехидрирамо пре употрбе, потапањем од неколико сати у млакој води, млеку, вину или пиву, након чега их користимо као свеже. Прах од сувих гљива не морамо рехидрирати, већ га у некој фази кувања, према рецепту, убацујемо у јело. Добро је знати да кувањем сушене гљиве не губе својствен мирис.

## Рецепти за јела од сувих гљива

### Крем чорба од сувих гљива
За чорбе се по правилу користе суви вргањи, или мешавине које их садрже.
За четири особе потребно је:
- око 15 g сувих печурака (две равне кашике праха или две врхом пуне супене кашике дробљених гљива),
- 2 коцке за супу,
- 1 кашика брашна
- кисела павлака по жељи

у 1 л хладне воде умутити гљиве и брашно, ако су комади крупнији чекати пар сати да рехидрирају, а ако је у питању прах, одмах грејати до кључања. У кључалу смешу додати коцке за супу, прокувати пар минута и зачинити павлаком. све време мешати.
Сервирати вруће, а по жељи додати ситно сечени лист першуна и целера, или коју кап лимуновог сока.

### Слано линцер тесто са прахом од гљива
Потребан материјал:
- 30 г квасца,
- 1 kg брашна,
- 400 г маслаца(маргарина),
- 1 јаје,
- 1,5 дл киселе павлаке,
- 30 г соли,
- 4 жуманца
- 20 г праха од сувих гљива

Квасцу додати мало шећера и млаке воде, те оставити на топло место да се подигне. Брашно просејати на дрвени сто за мешање. На средини гомиле направити удубљење и у њега ставити масноћу, јаја, со, павлаку, гљиве и квасац. Од тога замесити жилаво тесто. Ставити га у посуду, на хладно место, да преноћи. Сутрадан од теста замесити штанглице, коцкице, или већ по жељи. Пре печења тесто се може декорисати размућеним жуманцетом и посути крупном морском сољу.

## Мариниране гљиве у кухињи
Маринирање је комплексан начин конзервирања, који укључује истовремено пастеризацију, кишељење и зачињавање.
За овај начин припремања користе се погодне врсте гљива (оне које приликом кувања не губе чврстоћу)и то по правилу млади и неоштећени примерци. Зато су гљиве добијене на овај начин, добро заштићене (трајност и до две 2 године ако се чувају на прохладном месту) и веома укусне.
Младе и неоштећене гљиве треба очистити, опрати и оцедити. Ако су крупне ваља их исећи на мање комаде. Ставити их у суд са водом, којој су претходно додати со и киселина, рачунајући по 12 g соли и 5 g сирћетне или лимунске киселинена 1л воде. Прокувати тако да течност кува 2-3 минута. Прокуване гљиве треба да су довољно меке али да се не распадају. Потом их треба охладити и по потреби испрати од слузи хладном водом. У међувремену спреми се разблажено сирће као за салату коме се дода мања количина исеченог лука или зачинског биља. Прокуване и опране гљиве ставе се у тако припремљено сирће и прокувају још 10-15 минута. Затим се оставе да се охладе, па се поређају у тегле, и прелију пресолцем (течност у којој су куване) тако да их потпуно прекрије и спречи њихово сушење и кварење.
У случају да се не могу обезбедити одговарајуђи температурни услови за чување, сигурније је да се гљиве после првог кувања и прања у хладној води, ставе у тегле или друге судове за конзервисање, прелију разблаженим сирћетом које је претходно прокувано са луком или зачинским биљем, па судови повежу пергамент папиром и ставе у већи лонац са водом и прокувају ради пастеризације. Добро је да се на површину течности сипа мало јестивог уља пре него што се тегле затворе.

### Једноставна маринада
За овај начин припремања су погодне све чврсте гљиве, а најлепше су ситне врсте или млади примерци крупних. За стандардну теглу од 720 mл потребно је:
- око 1 kg свежих гљива
- 0,5 л посољене воде за прокувавање
- 0,5 л воде за маринаду
- 1 дл сирћета
- со
- зачи

ни по жељи (бибер у зрну, ловоров лист, црни лук, најквирс и сл.)
Гљиве прокувамо пар минута у кључалој води са сољу и нешто лимунске киселине, па их оцедимо. Након тога, гљиве кувамо у 0,5л воде и 1дл сирћета, уз додатак зачина у трајању од 3 минута.
Претходно стерилисану и угрејану теглу принесемо и не смањујући температуру, сипамо гљиве и течности да их потпуно залије у теглу, коју одмах херметички затварамо.

### Салата од маринираних гљива
Мариниране печурке су практично готов производ, па се могу, уз мало или нимало зачина, користити као салата. За овај, сложенији рецепт, за четири особе, потребно је:
- 500г скуваних макарона,
- 400г маринираних гљива,
- веза першуновог листа,
- мања главица црног лука,
- 250г мајонеза,
- 20-ак маслинки
- 3 тврдо кувана јаја

У куване, испране и процеђене макароне додати мариниране гљиве, мајонез, маслине, исечен лук, першун и јаја и све промешати. Декорисати по жељи и служити хладно. Уз ово јело може се послужити бело вино.

### Рижото од маринираних вргања
За четири особе потребно је:
- 300 до 400 грама маринираних вргања(или других гљива),
- 600 г скуваног пиринча,
- 3 кашике уља,
- 1 главица црног лука,
- 2 чена белог лука,
- ситно сечен лист першуна,
- млевени бибер и со

Скувани пиринач испрати врућом водом и оцедити.
У широј посуди, на уљу удинстати лук, додати на листиће исечене гљиве и зачине. После 10-ак минута динстања сипати оцеђен пиринач и промешати на вруће. Сервира се топло и хладно.
Уз ово јело служе се пармезан и зелена салата. Може се послужити бело вино.

## Замрзнуте гљиве у кухињи
Замрзавање је најједноставнији али и најнеквалитетнији начин чувања гљива. Могу се замрзнути свеже, бланширане, или као готова јела - динстане. Гљиве се бланширају тако што се прво оперу под млазом хладне воде, а потом се стављају у кључалу воду, којој је претходно додато 5% кухињске соли и 1% лимунске киселине. Након 5 минута гљиве се ваде и рашире да би се охладиле и оцедиле. У истом раствору се може бланширати 5-6 тура гљива, а потом, ако их има још, раствор треба заменити. Овако припремљене гљиве се пакују у пластичну амбалажу, а потом брзо замрзавају на температури од -40о Ц и чувају на -18о Ц, не дуже од шест месеци. Брзим замрзавањем се спречава стварање већих кристала леда који могу разорити ћелије хифа у гљивама због чега одмрзнуте гљиве постају љигаве. Гљиве пре употребе не треба одмрзавати, већ их одмах након вађења из хладњака припремати на жељени начин.Гљиве које су чуване у замрзивачу могу се након отапања спремати на исте начине као и свеже убране гљиве једино што не можете очекивати да укус јела буде подједнако добар.

## Нека правила везана за јела од печурака
Печурке су због своје структуре веома деликатна намирница. Поједине врсте печурака захтевају врхунског кувара у кухињи да би њихова арома и гастрономска вредност максимално дошли до изражаја. Коју год печурку да уврстите у ваш кућни мени важно је да знате:
- Јела од гљива, по правилу не ваља подгревати, већ се други дан једу хладна.
- Кувано јело од гљива може у фрижидеру остати неколико дана али никако више од 7
- У колико јело стоји дуже у фрижидеру обавезно га проверавајте, нарочито боју и мирис. Свако одступање у том погледу, а посебно изражен непријатан мирис јела, значи да јело морате бацити.
- Јело од покварених печурака изазваће вам низ тегоба, пре свега стомачних, које су подједнако тешке као да сте појели отровну

печурку
- Не мојте се плашити да пробате да пробате нову врсту јестивих печурака али претходно обавезно потражите мишљење и савет

искусније особе